# Anathallis subnulla
Anathallis subnulla là một loài thực vật có hoa trong họ Lan. Loài này được (Luer & Toscano) F.Barros mô tả khoa học đầu tiên năm 2006.